# Montuherchepschef

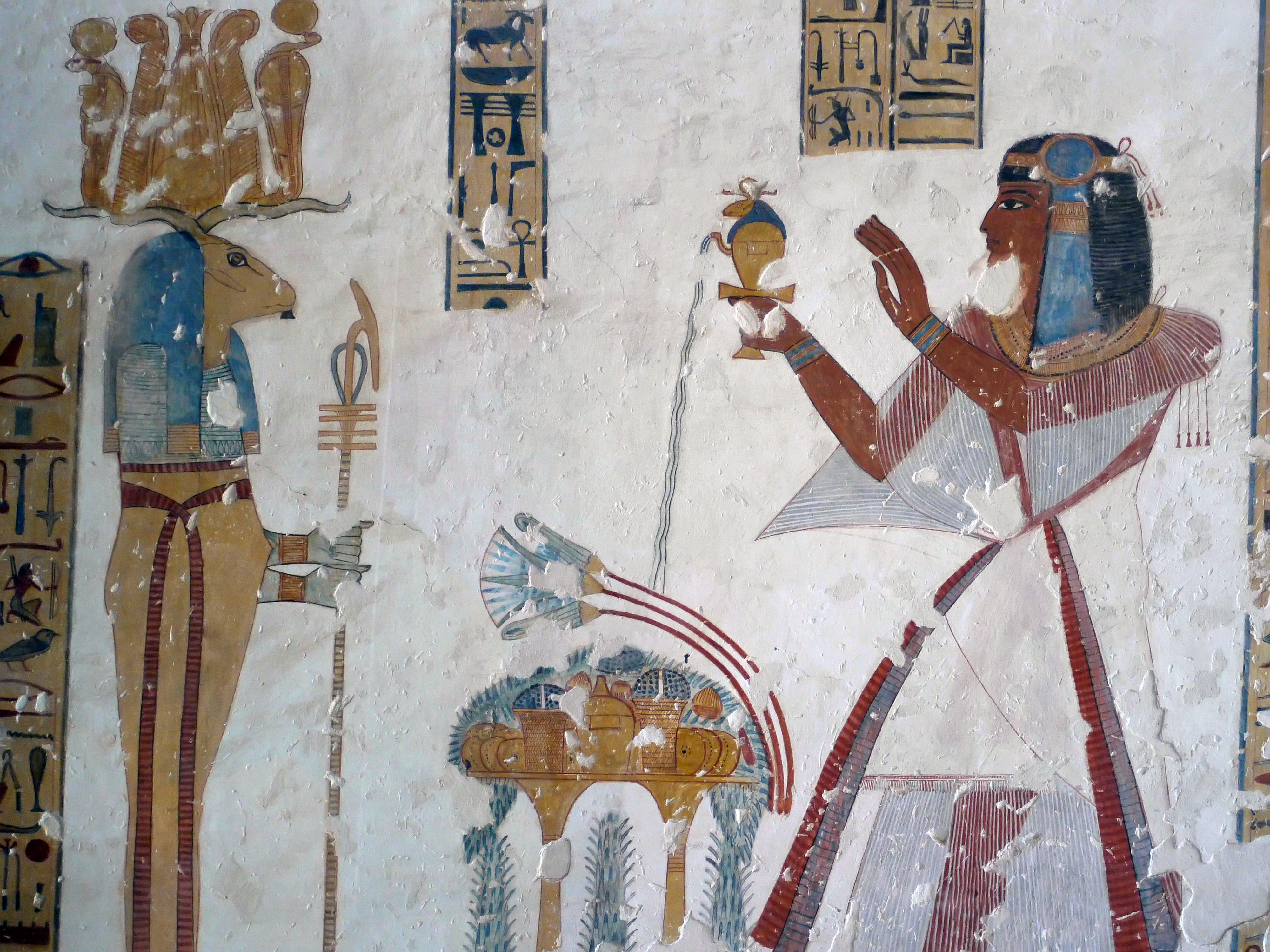
Montuherchepschef bringt Ba-djedet eine Opfergabe dar

Montuherchepschef war ein altägyptischer Prinz der 20. Dynastie. Er wurde im Tal der Könige bestattet. Sein Grab ist KV19, das ursprünglich für Ramses VIII. angelegt wurde.
Montuherchepschef war der Sohn von Ramses IX. und Bruder des Nebmaatre, der Hoherpriester von Heliopolis war.